# Маттен-бай-Интерлакен
Маттен-бай-Интерлакен (нем. Matten bei Interlaken) — коммуна в Швейцарии, в кантоне Берн. Официальный код — 0587. Входит в состав округа Интерлакен. Население составляет 23 300 человек (2014).

## История
Самыми древними следами поселения в этом районе являются несколько древнеримских монет и фрагменты римской дороги. В эпоху раннего Средневековья здесь находилось кладбище и, возможно, деревня.
В VII веке на этой территории поселились алеманны, вытеснив кельтов в окрестные долины.
Первое письменное упоминание об этом населённом пункте было выражено фразой «inter lacus Madon» (с лат. — «Мадон между озёр») в письме Лотаря III, императора Священной Римской империи, от 8 ноября 1133 года. Известно, что многие местные жители служили солдатами на службе у иностранной державы.